# Per Hånberg
Per Hånberg även känd som Pelle Hånberg, född 10 februari 1967 i Stockholm, är en svensk före detta professionell ishockeyspelare, som var aktiv på isen mellan 1986 och 1999. Från säsongen 1999/2000 inledde han en karriär som ishockeytränare. Hånberg är sedan säsongen 2019/2020 huvudtränare för EHC Kloten, Säsongen 2014/15 tog Hånberg upp Karlskrona HK till SHL och vann även utmärkelsen Årets Coach 2014/15. Efter att ha lämnat Karlskrona 2017, fortsatte han sin tränarkarriär i Schweiz med SC Langenthal, där han vann NLB-mästerskapet. 
Från 2019 till 2021 var han huvudtränare för EHC Kloten. Därefter tog han över som huvudtränare för EHC Visp, men hans kontrakt förlängdes inte efter säsongen 2020/21. Under en kort period 2022 var han tränare för Södertälje SK i HockeyAllsvenskan.
Efter två år i den danska ligan med Fredrikshamn och Herning, tog han över som tränare för Grenoble i den franska Ligue Magnus säsongen 2024/25. Hånberg har visat sig vara en framgångsrik tränare med förmågan att leda sina lag till framgångar och utveckla spelare på hög nivå.

## Klubbar som spelare
- AIK (1986/1987–1987/1988)
- IK Vita Hästen (1988/1989)
- Team Boro HC (1989/1990–1990/1991)
- Västerviks IK (1991/1992–1992/1993)
- Uppsala AIS (1993/1994–1998/1999)

## Klubbar som tränare
- Uppsala AIS (1999/2000)
- Gimo IF (2000/2001)
- Team Uppsala (2001/2002)
- Neumarkt/Egna (2002/2003)
- Gherdëina (2003/2004)
- Sunne IK (2004/2005)

- Örebro HK (2005/2006)
- AIK (2006/2007) (assisterande tränare)
- SK Iron J20 (2007/2008)
- Team Uppsala  (2007/2008–2008/2009)
- Almtuna IS J18 (2010/2011)
- Almtuna IS J20 (2011/2012)
- Almtuna IS (2012/2013)
- HC Vita Hästen (2012/2013–2013/2014)
- Karlskrona HK (2014/2015–2015/2016–2016/2017)
- SC Langenthal (2017/2018–2018/2019)
- EHC Kloten (2019/2020–2020/2021)
- EHC Visp (2021/2022)
  -  Södertälje SK (2021/2022)
- Fredrikshavn White Hawks (2022/2023)
- Herning Bluefox (2023/2024)
- Grenoble (2024/2025)

### Övriga källor
- ”Per Hånberg (som spelare)”. eliteprospects.com. http://www.eliteprospects.com/player.php?player=3175. Läst 5 mars 2016.
- ”Per Hånberg (som tränare)”. eliteprospects.com. http://www.eliteprospects.com/staff.php?staff=3720. Läst 5 mars 2016.Flag of Switzerland.svg